# Distrito de Zduńska Wola
El distrito o powiat de Zduńska Wola (en polaco: powiat zduńskowolski) es una unidad de administración territorial y gobierno local (powiat) en el Voivodato de Łódź, en el centro de Polonia. Fue creado el 1 de enero de 1999, como resultado de la Reformas del gobierno local polaco aprobadaa un año antes. Su sede administrativa y ciudad más importante es Zduńska Wola, que está a 41 km al suroeste de la capital regional Łódź. La otra ciudad del distrito es Szadek, situada a 12 km. 
El distrito cubre un área de 369,19 km². A partir de 2006, su población total es de 67.704 habitantes, de los cuales la población de Zduńska Wola es de 44.370, la de Szadek es de 2.007 y la población rural es de 21.327 personas. 

## Distritos vecinos
El distrito de Zduńska Wola limita al norte con distrito de Poddębice, al este con el distrito de Łask y al oeste con el distrito de Sieradz.

## División administrativa
El distrito se subdivide a su vez en cuatro gminas (una urbana, una urbano-rural y dos rurales). Estos se enumeran en la siguiente tabla, en orden descendente de población.
| Gmina                      | Tipo        | Área (km2) | Población (2006) | Cabeza de partido |
| Zduńska Wola               | urban       | 24.6       | 44,370           |                   |
| Gmina Zduńska Wola         | rural       | 111.5      | 11,256           | Zduńska Wola *    |
| Gmina Szadek               | urban-rural | 152.0      | 7,350            | Szadek            |
| Gmina Zapolice             | rural       | 81.1       | 4,728            | Zapolice          |
| * No pertenece al distrito |             |            |                  |                   |